# Isus din Nazaret
Isus din Nazaret sau Iisus Hristos, Christos sau Cristos (în aramaică ישוע, Ieșua, în ebraică יֵשׁוּעַ‎, Ieșua arhaic Iehoșua, grecizat Ἰησοῦς, Iesous, latinizat Iesus; n. ca. 4 î.e.n., conform Bibliei la Betleemul Iudeei, ca fapt istoric probabil la Nazaret — d. ca. 30 e.n., Ierusalim) este fondatorul și figura centrală a creștinismului, și unul din cele mai importante simboluri ale culturii occidentale, majoritatea bisericilor creștine considerându-l drept Fiul lui Dumnezeu, drept Mesia cel vestit de Vechiul Testament iudaic și drept al doilea personaj al Trinității creștine.
Isus a fost un predicator iudeu din Galileea, Iudeea, ce a trăit în timpul ocupației romane a Israelului, a fost botezat de către Ioan Botezătorul, și a fost răstignit pe cruce la Ierusalim în jurul anului 30, sub guvernarea lui Ponțiu Pilat.
Conform tradiției creștine apostolice, căreia i se datorează în mare măsură ceea ce se cunoaște despre Isus, principalele texte sursă care discută despre Isus sunt cele patru evanghelii canonice (Matei, Marcu, Luca și Ioan) la care se adaugă celelalte cărți ale Noului Testament. Trăsăturile fundamentale ale imaginii sale în creștinism se datorează anumitor evenimente majore ale existenței sale relatate în Biblie: Nașterea, Minunile săvârșite, Răstignirea și Învierea, precum și învățăturii și retoricii discursului său. 
Cu numele Isa ibn Maryam (Isus fiul Mariei) sau Isa al-Masih (Isus Hristos), Isus este considerat de Islam unul dintre principalii profeți ai lui Allah și este cinstit și respectat de către musulmani. De asemenea Coranul menționează și o a doua venire a lui Isus, în strânsă legătură cu sfârșitul lumii sau judecata ei și anume Isus se va reîntoarce drept ajutor al lui Mahdi.
Dezvoltarea reprezentărilor lui Isus Hristos, fără luarea în seamă a chipului său real sau presupus istoric, a dominat din antichitatea târzie până în prezent. Formele de expresie centrale ale acestei imagini îl reprezintă pe Hristos tronând ca Atotțiitor în Biserica Răsăritului, iar în Biserica Occidentului pe Hristos răstignit ca Mântuitor.
Scrierea Iisus cu un dublu „i” inițial se datorează iotacismului apărut în limba greacă comună, limba evanghelilor, dar și datorită influențelor elene și slavone din epoca medievală și epoca modernă timpurie.

## Data și locul nașterii
Conform tradiției, acceptată în general ca adevăr istoric, Isus s-a născut în jurul anului 4 î.e.n. și a murit în jur de 30 e.n., fiind martirizat prin răstignire. Evangheliile lui Matei și Luca, precum și Evanghelia după Toma menționează ca loc al nașterii orașul Bethleem Efrata (Mt 1-2, Lc 1-2). Istoricii nu au căzut de acord asupra locului nașterii lui Isus. Mulți dintre ei consideră așezarea Nazaret ca locul nașterii sale, aceasta fiind localitatea prezentată de autorii evangheliilor sinoptice drept „domiciliu al familiei sale” (Mc 6,1; Mt 13,54; Lc 2,39). Nazaretul pare cea mai bună aproximare a locului nașterii lui Isus. Ca alternativă, unii numesc Betleem de Galileea, o așezare la 10 km de Nazaret, deoarece Betleemul Iudeei nu poate fi luat în seamă din lipsă de dovezi arheologice că ar fi fost locuit în timpul lui Isus.
În ortodoxie Dumnezeu este unul în ființă și întreit în persoane (Tatăl, Fiul și Sfântul Duh). Acestă dogmă susține că Iisus ca ființă divină a existat în Tatăl, împreună cu Sfântul Duh, înainte de întrupare. Astfel se păstrează egalitatea între persoanele Sfintei Treimi.
Conform unei doctrine ontologice, Iisus ar fi preexistat în ceruri, înainte de concepția sa, concept legat de Sfânta Treime.

## Nume

În sens invers acelor de ceasornic, de sus în dreapta: transcrieri în ebraică, aramaică, greacă, latină și engleză ale numelui Isus.

Isus a fost menționat în textul grec al evangheliilor ca Ιησούς Χριστός, în transcriere latină Iesus Christus.
Prenumele vechi evreiesc este Ieșua (arhaic Iehoșua), „ישוע”, care înseamnă „YHWH mântuiește”. Această formă a fost elenizată inițial sub forma Iason (Ἰάσων), apoi a fost adaptată de traducătorii Septuagintei la greacă sub forma Iησους Iēsoûs, cu aluzie la alte persoane care aveau același prenume. Pe de altă parte, forma grecească Χριστoς, Hristós, este o traducere a ebraicului „משיח” mașiach
(de unde și Mesia), care înseamnă „uns”.
Prenumele în limba română ar provini din limba slavonă їисоусъ (iisusŭ), care a fost preluat din limba greacă comună Ἰησοῦς (Iēsoûs) care prezintă inițial un hiat (AFI: /i.iˈsus/.) Cea mai veche grafie în limba română cu caractere latine a fost Jssus (Catehismul lui George Buitul, tipărit în anul 1701 la Cluj).
În limba română forma Iisus Hristos, utilizată în prezent de Biserica Ortodoxă Română, este preferată de majoritatea credincioșilor ortodocși.
Grafia Iisus este etimologică, ea reproducând sunetul η din Ιησούς, care în latină a fost redat ca e (Iesus). Tendința de pronunța eta (η) la fel ca și iota (ι) în greacă a început din Perioada elenistică și a continuat până la dispariția unui fonem disntict asociat literei eta în jurul secolului II d.Hr. Transliterarea Iisus în limba română, folosită în Bibliile ortodoxe și în majoritatea literaturii ortodoxe moderne, este o recurență slavonă, fidelă scrierii grecești (alfabetul chirilic este derivat din alfabetul grec, iar Biserica Ortodoxă Română a folosit alfabetul chirilic până în 1860). Argumentului etimologic pentru scrierea Iisus i se adaugă faptul că, pe lângă limba greacă, sursa tuturor limbilor europene pentru numele Iisus, atât în ebraică (Iehoșua, Ieșua), cât și în limbile europene începând cu latina (Iesus și în latina medievală Jesus, în care j nu reflectă sunetul scris așa în franceză, ci semivocala i [j]) numele este pronunțat cu două vocale înainte de primul s, anume [i-e], [i-i] sau [j-e], iar în limbile moderne sunetul inițial poate fi [ʒ] (fr. Jésus) sau [dʒ] (engl. Jesus). Aceste paralele etimologice pot motiva utilizarea a două litere înainte de s (pentru rostirea a doi [i] în hiat și în limba română.
Dicționarele limbii române oscilează între cele două forme. Lingvista Mioara Avram afirmă: „Numele proprii Isac, Isus se scriu cu un singur i inițial (nu Iisus).” Eugen Munteanu, lingvist și biblist, susține că ambele forme sunt corecte. Dicționarul ortografic, ortoepic și morfologic al limbii române, ediția a II-a revăzută și adăugită, consideră că ambele forme sunt corecte, dar dă prioritate (preferință normativă) formei Isus. Conform DOOM 3, în limba română este corect „Isus”, dar e incorect „Iisus”.
Există și părerea conform căreia varianta Isus ar translitera cuvântul ebraic pentru „măgar” și de aceea ar trebui evitată. Această idee este, însă, greșită. Credincioșii tradiționali ruși erau la un moment dat de părere că grafia Iisus denotă Antihristul.
Iisus este citit în mare parte la fel ca și Ἰησοῦς, conform pronunției limbii grecești comune, în mod popular și regional încă din perioada elenistică datorită evoluției foneticii grecii vechi și a procesului de iotacism/itacism. Cu toate acestea, cum a fost prezentat anterior, pierderea totală a unui fonem distinct asociat literii eta (η) prin pronunția ei identică cu litera iota (ι) s-a desăvârșit abia in jurul secolelor II-III. Biserica timpurie precum și evangheliștii ar fi folosit limbajul cult și ar fi păstrat pronunția clasică a literei η, în conformitate cu pronunția contemporană lor a prenumelui în ebraică dar și cu grafia Septuagintei. Cu toate acestea iotacismul s-a desăvârșit cu mult timp înaintea finalizării etnogenezei poporului român și a formării limbii române, pronunția în greaca comună și bizantină păstrându-se de atunci ca și /i.iˈsus/ (AFI).

## Viața și învățăturile lui Isus (cum sunt relatate în evanghelii)
Cele patru evanghelii canonice sunt principala sursă a biografiei lui Isus. Totuși, aceste evanghelii au părți unde diferă unele de altele, fiecare surprinzând viața lui Isus într-un mod diferit și uneori contradictoriu. Evanghelia după Ioan nu este o biografie a lui Isus, ci mai degrabă o prezentare teologică a lui ca emblemă a Divinului. ("La început era Cuvântul și Cuvântul era la Dumnezeu și Dumnezeu era Cuvântul." )

### Genealogie
Din cele patru evanghelii, doar cele după Matei și după Luca oferă informații despre familia și strămoșii lui Isus. Cu toate acestea, datele din cele două evanghelii diferă în unele părți și au fost elaborate mai multe teorii pentru a explica discrepanțele. Ambele evanghelii spun că Isus este un fiu al tribului Iuda, urmașul regelui David; mergând mai departe, și al lui Avraam. Lista strămoșilor dintre David și Avraam este aceeași în ambele evanghelii, dar lista strămoșilor dintre David și Iosif este diferită.
Mai precis, Matei începe cu Solomon, continuă cu regii care au stat la cârma Regatului Iudei, listă care s-a terminat cu Ioachim (odată cu învingerea lui Iuda de către Babilon). Astfel, Matei afirmă că Isus ar fi urmaș al lui David.
După Luca, lista strămoșilor lui Isus este mult mai lungă, ea mergând până la Adam și Eva.

### Fundal istoric
Evanghelia după Luca a precizat că Isus s-a născut în zilele lui Irod cel Mare, regele clientelar al Iudeii (Israelul de azi) din Dinastia Hașmoneilor, întronat de Senatul Roman. Irod cel Mare (care a domnit între anii 37 i.Hr.– 4 d.Hr.) era cunoscut pentru renovarea celui de-al Doilea Templu din Ierusalim și a zidurilor (inclusiv Zidul de Vest), construirea portului la Cezareea Maritima, a apeductelor, hipodromului, amfiteatrului fortăreței din Masada și fortăreței Herodium conform istoricului romano-iudeu Iosephus Flavius. Inițial, Irod a oferit suport generalului Marc Antoniu și reginei Egiptului ptolemeic Cleopatra în cel de-al doilea război civil final al Republicii Romane din anii 32-30 i.Hr., dar după înfrângerea lor și victoria dobândită de Octavian Augustus, proclamat ulterior împărat și instaurator al Principatului în anul 27 i.Hr., acesta i-a oferit sprijin și loialitate pentru a se menține la tron că vasal al Romei. Rolul său ca rege clientelar era acela de a menține rutele comerciale dintre Egipt și Siria că să asigure bună aprovizionare, să mențina autoritatea romană asupra iudeilor și să apere frontieră estică a Imperiului Roman de o potențială invazie din partea principalului inamic al romanilor, Imperiul Part din Iranul de azi. Irod era însă detestat de iudei pentru conducerea sa despotică, pentru impunerea taxelor și pentru că a construit trei temple dedicate împăratului Augustus. Evreii trăiau vremuri haotice și dezastruoase, ceea ce i-a determinat să-și dorească și mai mult venirea Mesiei care să-i elibereze de sub dominația romană. În anul 4 i.Hr. iudeii au condus o răscoala, iar generalul roman Varus a răstignit 2000 de iudei pentru a opri orice instigare de rebeliune la adresa Romei. 
S-au format astfel patru secte, Saducheii, Fariseii, Esenienii și Zelotii. Aceștia se împotriveau taxelor impuse de Quirinius în provincia Iudeii în anul 6 d.Hr. și care a propus că iudeii să se înregistreze la recensământ.
Între timp, un preot, pe nume Zaharia (rabin), din ceată preoțească a lui Abia, căsătorit cu Elisabeta (mama lui Ioan Botezătorul), a fost vizitat în timpul unui ritual de tamaire la templu de către Arhanghelul Gabriel. Acesta i-a vestit că soția sa stearpa că "îi va naște un copil din Duhul Sfânt". Pentru că Zaharia nu l-a crezut, a fost pedepsit să devină mut până la nașterea copilului. 
După șase luni, Îngerul Gabriel s-a dus în Nazaret, o așezare din Galillea, să o viziteze pe o femeie virgină, Fecioara Maria, logodită cu Iosif din Nazaret, un constructor de profesie (după cuvântul grecesc "tekton").
Acesta i-a vestit că va naște un prunc zămislit de Duhul Sfânt, care se va numi Isus și că va fi fiul lui Dumnezeu , va moșteni tronul strămoșesc al lui David și va conduce o împărăție fără de sfârșit. I-a vestit că și Elisabeta, rudă să, va naște un fiu. Maria a acceptat să fie zămislită de Dumnezeu. După câteva zile, și-a vizitat ruda, Elisabeta, și pe soțul ei, preotul Zaharia. După trei luni, Elisabeta a născut atunci și și-a numit fiul Ioan. 
Maria s-a întors în Nazaret, aflată în cea de-a treia luna de sarcină. Matei scrie că atunci când Iosif a văzut-o, s-a simțit înșelat și a vrut să o alunge. Maria i-a spus că a fost zămislită de Duhul Sfânt, însă Iosif n-a crezut-o și a alungat-o, dar i-a făgăduit că va ține secret. Maria , după cutumele evreiești ale vremii, ar fi fost condamnată pentru adulter de comunitatea evreiască și lapidată, omorâtă cu pietre. Iosif a avut însă un vis prin care Îngerul Gabriel i-a confirmat vorbele Mariei și că fiul ei va mântui poporul evreu de păcate, conform profețiilor lui Isaia care a spus că "o fecioara îl va naște pe Mesia". Iosif și-a reprimit logodnica în locuința să și a acceptat să-i crească fiul care nu-i aparținea.

### Nașterea

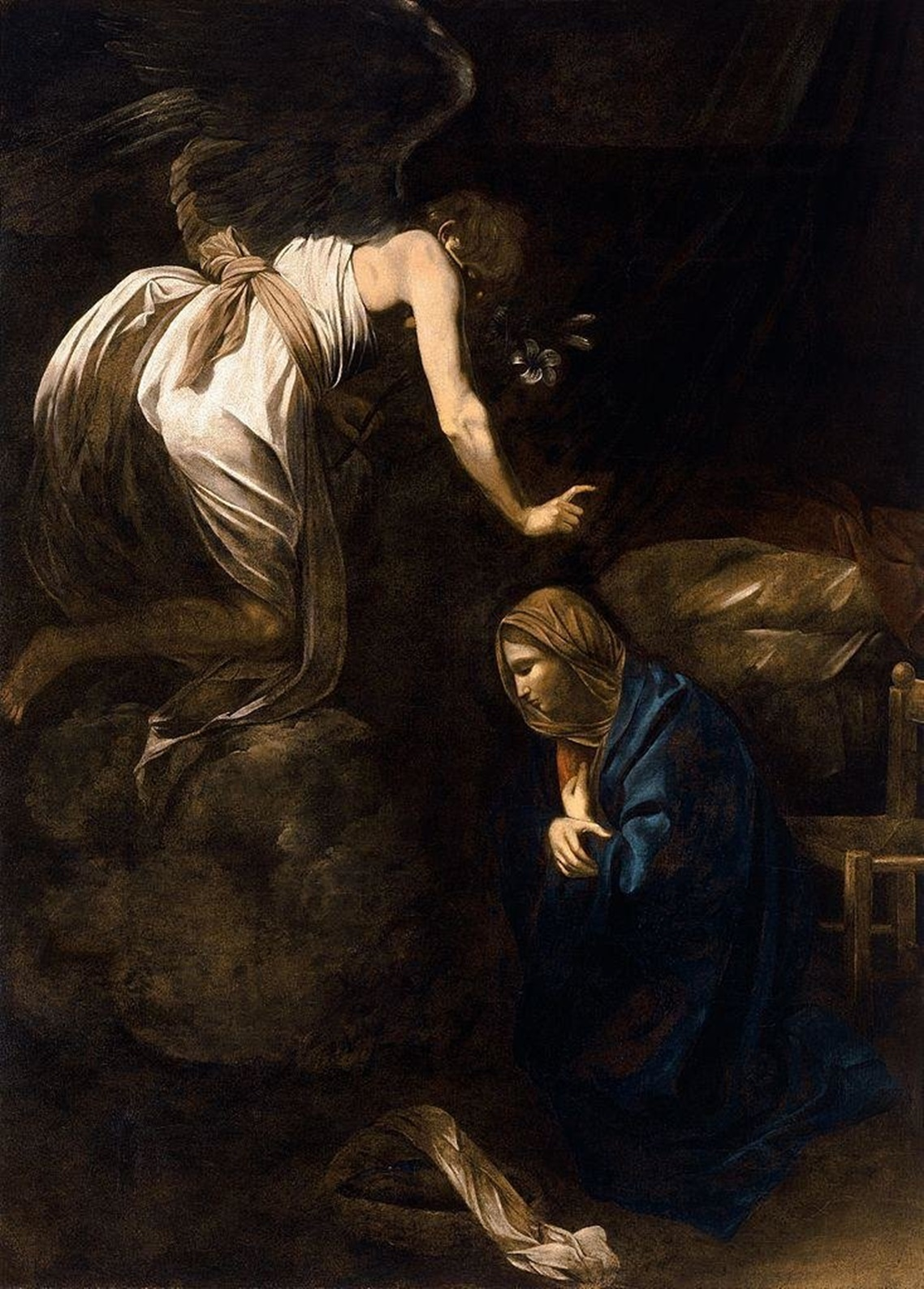
Caravaggio, „Îngerul Gabriel vestind Mariei”

Luca scrie că în aceea perioadă împăratul Augustus a ordonat că toți locuitorii imperiului să participe la recensământ pentru înregistrarea proprietăților și averilor că romanii să aplice taxe în funcție de veniturile evreilor din provincia Iudeea, iar procedeul de recensământ a fost efectuat de Publius Sulpicius Quirinius, Legatul Siriei din anul 6 d.Hr. care a impus taxele. Recensământul a înfuriat evreii și mai ales secta zeloților căci era contrar legii evreiești și credințelor acestora și s-au revoltat la conducerea lui Iuda din Galileea conform lui Iosephus. 
Quirinius a servit apoi ca guvenator al Siriei cu autoritate nominală asupra Iudeeii până în anul 12 d.Hr, când s-a întors la Roma ca asociat apropiat al lui Tiberius, viitor împărat roman. 
Contrar evangheliei lui Luca, recensământul lui Quirinus a avut loc la 9 ani după moartea lui Irod cel Mare, care a fost contemporan cu nașterea lui Isus, neexistând astfel un consens între datele istorice și evanghelii. Quirinus nici nu era guvernator în timpul domniei lui Irod. Unii cărturari conservatori susțin că Quirinus a avut mai devreme atribuții de guvernator al Siriei și că s-a implicat în administrarea Iudeeii pe durata domniei lui Irod, servind astfel că un agent clandestin al Romei în care autoritatea imperială îi conferea încredere spre deosebire de Irod care era edomit. Nu există însă atestări istorice care să arate că romanii au taxat regatele clientelare, cum nici nu există vreo reacție violență a evreilor împotriva taxelor înainte de anul 6 d.Hr. Până la urmă, mulți cărturari au ajuns la concluzia că evanghelia lui Luca a comis pur și simplu o eroare cronologică, accidentală sau intenționată pentru a îndeplini profeția că Mesia se va naște la Betleem așa cum a prevestit Mica cu 700 de ani înainte. 
Astfel, s-ar justifica plecarea lui Iosif și Mariei (atunci însărcinată) din Nazaret, Galileea, spre așezarea Betleem, din Iudeea, cunoscută ca cetatea și locul de naștere a lui David, unde trebuiau să se înscrie pentru recensământ. 
Luca scrie că negăsind o camera liberă în hanuri, fiind toate aglomerate, un individ i-a găzduit într-un grajd, iar Maria l-a născut pe Isus pe iesle. Aceștia au fost vizitați de păstori care veneau de la câmp și le-a spus că l-au văzut pe un Înger care le-a vestit nașterea Mântuitorului cu mare bucurie. 
La opt zile după naștere, cuplul și-au dus copilul să fie circumcis la Ierusalim. Simeon i-a așteptat și l-a binecuvântat pe prunc. 
Matei scrie că Magii de la răsărit (mag= astrolog provenit din Persia, de religie zoroastriană, cititor în stele) au venit la Ierusalim, ghidați de o stea. Aceștia s-au dus la regele Irod, înalții arhierei și cărturari care erau tulburați de fenomenul astrologic. Aceștia au aflat că steaua semnifică vestirea nașterii unui nou rege al iudeilor. Irod s-a temut că va fi înlăturat, astfel i-a trimis pe magi să se ghideze după stea și să cerceteze, să afle detalii și să-l localizeze pe prunc. 
Steaua de la Betleem s-a mișcat înaintea lor până când s-a oprit deasupra grajdului unde se aflau Maria, Iosif și pruncul. Astronomii sustin ca Steaua" a fost probabil conjuncția planetelor Jupiter și Saturn din anul 7 i.Hr., o Supernovă din Galaxia Andromeda , Răsărit heliacal, Ocultație. Jupiter (numit astfel de romani dupa regele zeilor panteonului roman) este consemnat de astronomii babilonieni ca MUL.BABBAR, steaua albă, care este un corp ceresc regal ce anunța vestirea nașterii unui nou rege. 
Însă alți astronomi evidențiază că a fost o cometă, însăși Cometa Halley care a fost vizibilă în anul 12 î.Hr. Un alt obiect strălucitor, o supernova sau o altă cometă, a fost vizibilă timp de 70 de zile în anul 5 î.Hr., conform rapoartelor chinezești și coreene. 
Unii carturari se indoiesc insa ca steaua respectiva ar fi avut loc simultan cu nasterea lui Isus. Presupun ca povestea nasterii a capatat o latura mitologica, ca la toti marii conducatori si lideri asemeni lui Alexandru cel Mare. Avand in vedere ca Evanghelia lui Luca a fost scrisa la zeci de ani dupa moartea lui Isus, se presupune ca povestea nasterii ar fi o inventie inspirata dupa monedele romane care il infatiseaza pe Augustus cu inscriptii ca " Divi filius" (fiul zeului), iar pe o parte apare o stea stralucind, probabil cometa vazuta in anul 44 i.Hr., cunoscuta si ca "cometa lui Cezar", vizibila chiar dupa asasinarea acestuia. Romanii au interpretat cometa ca un semn ca Cezar a plecat la stele si a devenit zeu, iar asta il facea pe succesorul si fiul sau adoptiv, Octavian, drept fiu de zeu.
Magii s-au închinat considerându-l pe prunc drept nou rege și i-au adus daruri: Aur ,Tămâie și Smirnă, folosite pentru ritualuri religioase. Aceștia nu s-au mai întors la Irod, ci au plecat în țară lor. Iosif a avut atunci un vis în care Îngerul l-a avertizat să plece cu pruncul și mama lui în Egipt și să locuiască acolo căci Irod plănuia să-l ucidă.
Irod, amăgit de magi, s-a mâniat și a trimis soldații să ucidă toți pruncii de parte bărbătească cu vârstă de sub doi ani din Betleem, îndeplinindu-se profeția lui Ieremia, care a prevestit că "Rahela își va plânge copiii și nu voiește să fie mângâiată". 
"Masacrul Inocenților" din Evanghelia lui Matei, foarte similară cu uciderea pruncilor evrei de parte bărbătească în Egipt la comanda faraonului din cartea Exodului din care pruncul Moise si viitorul eliberator al poporului evreu a fost salvat, nu este atestată istoric.
Irod, în paranoia sa, și-a ucis cei trei fii, chiar propria soție, propriul frate vitreg și a comis epurări, executând 300 de lideri militari conform lucrării istoricului Nicolas de Damascus , însă nicăieri nu e atestat un masacru al pruncilor. Cert e că Irod se temea de profeția că "Mesia" sau "Alesul" îl va detrona, așa cum speră populația iudaică. 
Legenda pare preluată după practicile grecilor, și mai ales a spartanilor, care comiteau infanticidul ca o formă de control al nasteriilor, așa cum și romanii aveau dreptul să accepte sau să refuze pruncul prin a nu-l ridica de pe podea, lăsându-l să moară. 
Singurul care atestă masacrul inocentilor este Macrobius, care a consemnat astfel "când a auzit că a omorât o parte din băieți de până la 2 ani și că Irod, regele iudeilor, a ordonat uciderea propriului sau fiu, împăratul Augustus a remarcat că este mai bine să fii porcul lui Irod decât fiul sau. Dar mențiunea s-a făcut la 400 de ani de la moartea lui Irod. 
Mulți biografi moderni cred că masacrul inocentilor din evanghelia lui Matei a fost o invenție inspirată după masacrul pruncilor din Cartea Exodului, Vechiul Testament. 
Astfel, s-ar justifica plecarea Mariei și a lui Iosif cu pruncul în Egipt, unde au stat acolo până la moartea lui Irod, ca să îndeplinească profeția lui Osea "din Egipt l-am chemat pe fiul meu".
Iosephus Flavius scrie că Irod a murit de o boală dureroasă și a fost înmormântat în mormântul special construit pentru el. Regatul clientelar al Iudeii a fost împărțit între succesorii săi, Irod Arhelaul, Irod Antipa, Filip Tetrarhul și Salome I. 
Nimeni nu știe unde au locuit Maria și cu Iosif în Egipt, dar se presupune că în Alexandria unde se afla diaspora evreiască și populația grecească. 
Egiptul, dominat de romani, era cea mai bogată provincie romană a imperiului datorită producției de grâu și cunoscând o dezvoltare urbană și economică. Alexandria încă a rămas după încheierea elenismului un mare centru de artă și filosofie, un loc prielnic că Isus să cunoască învățămintele grecești ale lui Socrate, Platon și Aristotel. 
După câțiva ani de la moartea lui Irod, Maria, Iosif și Isus s-au putut întoarce în Nazaret, Galileea, acolo unde domnea Irod Arhelau.
Biblia relatează că Isus nu a avut o naștere obișnuită. Încă înainte de naștere, mai mulți profeți din tradiția iudaică au prezis venirea lui Mesia. Ei, însă, susțineau că Mesia va veni puternic pe Pământ, ca rege, nu născut într-un staul și petrecându-și viața ca dulgher. Înainte de nașterea sa, Biblia spune că o Fecioară din Nazaret, pe nume Maria, a fost vizitată de un înger, Gabriel/Gavril, ce i-a prezis venirea pe lume a lui Isus și faptul că ea îi va fi mamă. Duhul Sfânt se pogorâse asupra ei, a „umbrit-o” și ea a rămas însărcinată, mit care se regăsește inclusiv in mitologia greacă și care abordează inseminarea femeilor de către zei. Aflând că și verișoara ei, Elisabeta, era însărcinată (soțul acesteia din urmă, preotul Zaharia, a fost vizitat și el de un înger care i-a prezis nașterea fiului său, Ioan Botezătorul), Maria s-a dus la ea. Când Elisabeta a aflat că Maria era însărcinată, l-a simțit brusc pe Ioan. În cele din urmă, Maria a fost dusă în Bethleem, unde era cetatea vestită în care, în tradiția iudaică, trebuia să se nască Mântuitorul lumii (Mesia).
Evreii care îl așteptau pe Mesia erau convinși că el va fi un personaj măreț și dinamic care va executa voința lui Dumnezeu aici pe pământ, cum ar fi să-i înlăture de la putere pe inamicii lui Dumnezeu într-un măreț tur de forță. A fost Isus așa? El a fost tocmai pe dos — mai degrabă decât să fie un războinic puternic care să alunge romanii din Țara Făgăduită, Isus a fost un predicator itinerant care s-a nimerit să încalce legea și a fost torturat și răstignit cu duritate de către dușmanii lui Dumnezeu. El s-a aflat cel mai departe de a fi Mesia.

Încerc să exemplific studenților mei reacția instinctivă a celor mai mulți evrei din primul secol cărora li se spunea că Isus a fost Mesia. Închipuiți-vă că cineva v-ar spune că David Koresh a fost atotputernicul Fiu al lui Dumnezeu, Mântuitorul lumii. David Koresh? Individul din Waco care a fost omorât de FBI? Da, el este Domnul universului! Mă-ndoiesc.— Bart D. Ehrman, The lost Gospel of Judas Iscariot: a new look at betrayer and betrayed
După Celsus (scriitor grec din sec. al II-lea d.Hr., a nu se confunda cu Aulus Cornelius Celsus) și Toledot Yeshu (colecție medievală de parodii anticreștine), tatăl lui Isus ar fi Iosif Pandera, identificat cu persoana istorică a soldatului roman de origine feniciană Tiberius Iulius Abdes Pantera, a cărui statuie se află la Karl-Gelb-Museum din Bad Kreuznach. De altfel, opiniile lui Celsus au fost păstrate exclusiv în scrierea Contra lui Celsus a lui Origen, care îl și combate.
Sfântul Pavel credea că Sfântul Iosif l-a conceput pe Isus, „Iosif «nu a cunoscut-o pe» Maria «până când ea a dat naștere unui fiu»” (ea nu a rămas virgină, conform Sfântului Matei).
Isus s-a născut în condiții neobișnuite, într-un staul. A fost vizitat de păstori, și de cei trei magi (în tradiția populară românească numiți crai) din răsărit, care în anumite tradiții creștine sunt numiți Gaspar, Melchior și Baltazar și care văzuseră steaua din Bethleem ce i-a condus la Isus. Aflând regele Iudeei, Irod cel Mare, despre nașterea lui Isus, și de teamă să nu îi fie luat locul, a poruncit străjilor să-i ucidă pe toți pruncii de parte bărbătească sub vârsta de doi ani. Familia lui Isus s-a retras în Egipt, până la moartea lui Irod, și s-a întors în Nazaret după câțiva ani, conform cu Matei cap. 2. Însă conform cu Luca 2:1-40, ei nu s-au dus în Egipt, ci fiind în Betleem pentru recensământ, s-au dus la Templu conform ritualului corespunzător nașterii, după care s-au întors în Nazaret. Bart D. Ehrman explică faptul că Matei și Luca sunt de acord că Isus s-a născut dintr-o fecioară, în Betleem, dar asupra detaliilor poveștii ei nu sunt de acord, unele diferențe dintre relatările lor neputând fi reconciliate.
Biblia îi numește magi sau astrologi dar nu ne spune exact câți au fost (nu precizează că au fost trei magi):
Iar dacă S-a născut Isus în Betleemul Iudeii, în zilele lui Irod regele, iată magii de la Răsărit au venit în Ierusalim [...] Și intrând în casă, au văzut pe Prunc împreună cu Maria, mama Lui, și căzând la pământ, s-au închinat Lui; și deschizând vistieriile lor, I-au adus Lui daruri: aur, tămâie și smirnă.— Matei 2:2, Matei 2:11

#### 25 decembrie
Unii cercetători cum ar fi academicianul Géza Vermes propun ca data nașterii lui Isus corespunde probabil verii, în orice caz între martie și noiembrie, conform Evangheliei după Luca. Cu toate acestea Luca 1:26 poate fi văzut si în contextul întregului capitol, unde se poate înțelege că luna a 6-a nu se referă la luna a 6-a a calendarului ebraic, elul, ci la a 6-a lună a sarcinii Elisabetei, în versetele 24-25 vorbindu-se de luna a 5-a a sarcinii. Susținând această ipoteză vine și faptul că Evanghelia după Luca, în mod tradițional dar și în conformitate cu stilul ei literar, este considerată ca fiind dedicată gentililor, națiunilor, neevreilor (în special grecilor).
Conform tot lui Géza Vermes ideea că Isus s-ar fi născut pe 25 decembrie a fost introdusă de biserică în secolul al IV-lea, sub domnia lui Constantin cel Mare, pentru a înlocui o sărbătoare păgână celebrată pe acea dată (sărbătoarea lui Sol Invictus, menționată în Calendarul lui Filocalus din 354). Această ipoteză a apărut încă din secolul al XII-lea în comentarii biblice siriace, fiind popularizată în secolele XVIII-XIX.
Cu toate acestea Ipolit de Roma menționează (lucrarea fiind atribuită lui) data de 25 decembrie ca fiind corespunzătoare nașterii lui Iisus în „Comentariu la Daniel” scrisă aproximativ între 202 și 211.
Căci prima venire al Domnului nostru în trup, când S-a născut în Betleem, a fost de 25 decembrie, miercurea, cât Augustus era în al 42-lea an [al domniei], dar de la Adam 5500 de ani. A pătimit în al 33-lea an al Său, pe 25 martie, vinerea, al 18-lea an al lui Tiberius Caesar, când Rufus și Roubellion erau consuli.— Cartea a 4-a 23.3
Menționarea lui Ipolit Romanul vine cu aproximativ 70 de ani înaintea oficializării cultului lui Sol Invictus și cu aproximativ 150 de ani înaintea Calendarului lui Filocalus. Episcopul Ioan Gură de Aur (secolul IV) specifică că în Antiohia data de 25 Decembrie era sărbătorită de mult timp ca și data nașterii lui Hristos. Mulți consideră, inclusiv membri ai Bisericii timpurii din jurul vremii lui Ipolit, că data de 25 decembrie a fost aleasă în contextul datei morții lui Iisus. Data morții lui Iisus este atribuită tradițional zilei de 14 Nisan a calendarului ebraic, în funcție de ea făcându-se calculele pascale. Acaestă dată a fost echivalată datei de 25 Martie în calendarul roman, iar tradițional concepția lui Hristos a fost atribuită zilei morții sale, ceea ce dă în același timp si data tradițională a Bunei Vestiri (25 martie) dar și data Crăciunului, 9 luni mai târziu, pe 25 decembrie.

### Copilăria și Tinerețea
În Evanghelia gnostică a lui Toma scrie că Isus a fost un copil obraznic, răufăcător, având puteri supranaturale, asemeni unui semizeu grec. Acesta a creat păsări vii din lut și i-a redat viață unui pește uscat. Acesta a făcut o masă îmbelșugată dintr-un singur fir de grâu. Îndoia scânduri pentru a-și ajuta tatăl la construirea unui pat. Cară apă în haina să. 
Își blestemă tovarășii de joacă, transformându-se în cadavre. A ucis un copil pentru că i-a vărsat vasul cu apă. Pe un vecin morocănos care s-a certat cu Iosif și Maria l-a orbit.
Isus nu-și putea controla puterile de la Dumnezeu, iar Iosif îl pedepsea și învățătorul îl învață lecții cum să se poarte. Dar Isus se purta arogant și ajungea el să-i învețe pe alții. 
A învățat să aibă empatie și să fie binevoitor. Și-a înviat un amic de joacă care a murit după ce s-a prăbușit de pe acoperiș, iar pe altul l-a vindecat după ce și-a tăiat piciorul cu un topor. Și-a vindecat fratele mușcat de șarpe, și pe ceilalți doi care au murit din alte cauze. 
Acesta mai avea încă patru frați atestați de evangheliile canonice: Iacov, Iosif, Iuda și Simeon, precum și încă trei surori necunoscute. Nu este cunoscut dacă aceștia au fost născuți de Maria, ceea ce i-ar compromite statutul de Fecioara, sau dacă provin dintr-o căsătorie anterioară a lui Iosif, care a rămas văduv. 
Luca scrie că părinții își duceau fiul anual la Ierusalim la sărbătorirea Paștelui evreiesc. Când a împlinit 12 ani (în aceea perioada, Augustus a murit, fiind succedat de Tiberius, ca nou împărat roman), Isus a rămas la Ierusalim, fiind pierdut de părinții săi. Aceștia l-au căutat până l-au găsit după trei zile în templu, în mijlocul învățătorilor și cărturarilor evrei, care îl ascultau și îl întrebau, Isus uimindu-i de modul cum cunoștea scripturile iudaice. 
Încă de atunci, Isus și-a afirmat divinitatea și descendența din Dumnezeu, spunând că este în siguranță în templu, în "casa tatălui sau"
În Evanghelia gnostică a lui Iacov, familia lui Isus s-a ascuns pe dealuri de mania lui Irod Antipa și a fost găzduită de Elisabeta și fiul ei Ioan Botezătorul. 
Nu sunt cunoscute alte detalii scrise despre Isus în afară de ce oferă evangheliile canonice și cele gnostice, de aceea, copilăria și tinerețea lui Isus rămân în continuare catalogate drept "anii neștiuți ai lui Isus".
Dar autori ca Louis Jacolliot, Swami Abhedananda, Levi H. Dowling si Nicolas Notovich susțin că Isus și-a petrecut tinerețea învățând și călătorind în Orient, în Tibet unde a studiat Budismul, încheierea suferinței prin renunțarea la dorința, ciclul morții și al renașterii, atingerea Nirvanei prin meditație, stil de viață monahal și percepte morale, sau în Persia unde a aprofundat învățăminte despre zoroastrism și a studiat concepte precum dualismul dintre bine și rău, mithraism, viață și judecată de după moarte, mesianismul, iad și rai, liberul arbitru, euharistia, inspirându-se după toate acestea pentru a-și răspândi mesajul în rândul evreilor, ceea ce a contribuit la crearea creștinismului după fundamente orientale. Acesta ar fi adaptat budismul din India, mithraismul din Persia și filosofia grecească din Egipt la mediul cultural evreiesc, alcătuind creștinismul. Însă toate aceste ipoteze n-au baza istorică, nici religioasă.

### Botezul și Ispita în pustiu

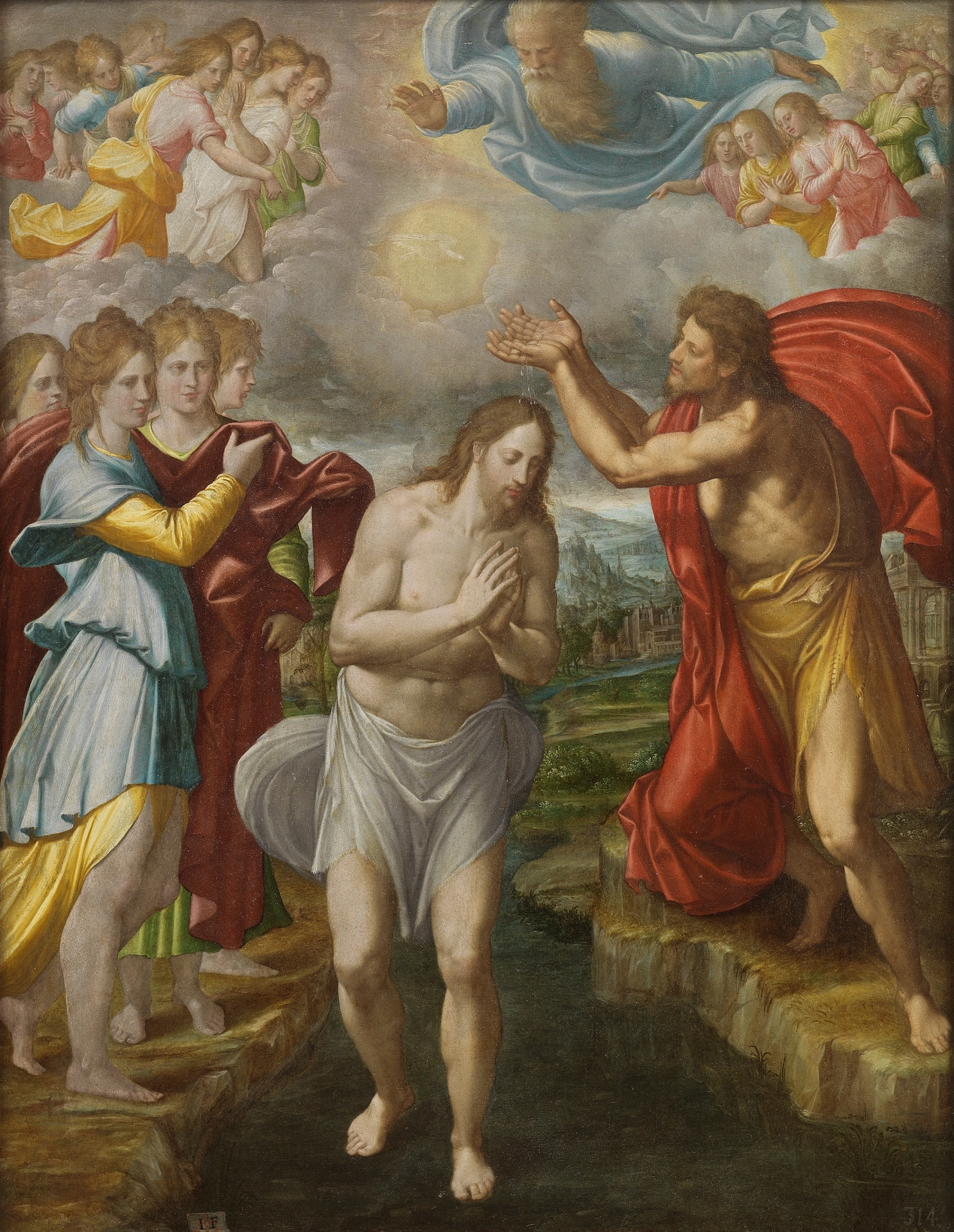
Bautismo de Cristo de Juan Fernández Navarrete
(c. 1567)

În Evanghelia lui Luca, în cel de-al al cincisprezecelea an al domniei împăratului roman Tiberiu ( adică în anul 22 d.Hr. după anii de domnie 14-37 d.Hr.), când Pilat din Pont era procurorul Iudeii, Irod era tetrarh al Galileii, Filip era tetrarh al Iturei și al Trahnoitidei, iar Lisinas, tetrarh al Abilenei, iar Anna și Caiafa erau mari arhierei, Ioan Botezătorul, fiul rabinului Zaharia, și-a început predica în pustie. 
Acesta trăia auster, se îmbracă cu haine din par de cămilă și mânca lăcuste și miere. Propovăduia botezul pentru pocăință și iertarea păcatelor. Boteza mulțimea în râul Iordan, iar aceștia își mărturiseau păcatele. Acesta le spunea vameșilor să nu facă mai mult decât ce este randuit, soldaților să nu asupreasca pe nimeni și insulta fariseii și saducheii ce veneau la botez pentru că fugeau de pedeapsa divină pentru păcatele lor. Populația îl consideră că fiind Mesia, însă el nega, spunând că el "botează cu apă, și că cel care vine va boteza cu Duh Sfânt și cu foc" și că "nu este vrednic să-i dezlege cureaua încălțămintei". Acesta îl mustră deseori pe Irod Antipa pentru că s-a însurat cu Irodiada, nevasta lui Filip, fratele sau, și îl condamnă pentru fărădelegile comise. Irod Antipa a fost desemnat ca rege clientelar al Galileii și Pereii de către Imperiul Roman. A construit proiecte la Sepphoris și Betharamphtha, precum și orașul Tiberias, în onoarea împăratului. Acesta a divorțat de prima să soție Phasaelis, fiica regelui Aretas al IV-lea de Nabatea, în favoarea Irodiadei, care s-a căsătorit anterior cu fratele lui, Irod al II-lea. Ioan Botezătorul îl acuză pe Irod pentru incest.
La vârstă de 30 de ani, Isus a venit la râul Iordan pentru a fi botezat de vărul sau, Ioan Botezătorul. Luca scrie că s-a deschis cerul și că s-a coborât Duhul Sfânt sub chip de porumbel, prin care Dumnezeu i-a spus că el este fiul sau iubit pentru care a binevoit. Ioan Botezătorul le-a spus celor doi ucenici, Andrei și Filip , că Isus este Mielul lui Dumnezeu și să-l urmeze. 
Isus a început să propovăduiască și să plece în pustie unde a ținut post timp de 40 de zile, inspirându-se după Moise care a plecat pe Muntele Sinai să primească Decalogul, și după poporul evreu care a îndurat condiții aspre timp de 40 de ani, mergând în deșert. 
Isus a flamanzit și a fost isipitit de trei ori de Satana. Prima oară, Satana l-a tentat să transforme pietrele în pâine, a două oară l-a suit pe un munte nalt unde i-a arătat toate imperiile și i-a propus să preia conducerea acestora, ar a treia oară la suit pe acoperișul templului și i-a spus să se arunce pentru a fi salvat de Dumnezeu. Dar Isus l-a refuzat de fiecare dată, arătându-și devotamentul față de tatăl său, Dumnezeu.

### Predica în Galileea
Isus a mers pe lângă Marea Galileii unde s-a întâlnit cu Andrei și Simon Petru, care erau pescari. Acesta le-a zis să-l urmeze pentru a deveni "pescari de oameni". Apoi s-a întâlnit cu Iacov al lui Zevedeu și Ioan, fratele sau, tot pescari. Le-a cerut și acestora să-l urmeze. Apoi l-a recrutat pe Filip, care la rândul sau l-a adus și pe Natanael. 
Luca scrie mai detaliat modul cum Isus l-a recrutat pe Simon Petru. Aflat lângă lacul Ghenizaret, Isus s-a întâlnit cu Simon pescarul, care era dezamăgit că n-a prins niciun peste. Isus i-a cerut să urce în barcă pentru a predică mulțimilor de acolo, apoi i-a cerut lui Simon să arunce mrejele în apă, pescuind o cantitate mare de pești, umplând ambele bărci. Isus i-a spus că va fi "pescar de oameni".
Ioan scrie că Isus s-a dus la o nuntă din Cana Galileii împreună cu mama sa, Maria , și cu ucenicii săi. Când vinul s-a terminat, Isus le-a cerut slujitorilor să umple vasele cu apă, iar apa s-a transformat în vin. 
A mers în Capernaum pentru a ține predici. A citit cartea proorocului Isaia în față mulțimii, apoi a declarat că scriptura s-a împlinit și că el este "cel trimis să vindece cei zdrobiți cu inima, să propovăduiască robilor dezrobirea și celor orbi să le redea vederea, să-i elibereze pe cei apăsăți și să vestească anul plăcut al Domnului". Toți preoții și participanții din sinagogă s-au înfuriat și l-au scos afară din cetate că să-l arunce în prăpastie, dar Isus a reușit să se strecoare printre ei și să scape de furia comunității. 
Marcu scrie că Isus a exorcizat un om posedat de Diavol și a vindecat-o pe soacra lui Simon de friguri. Vestea s-a împrăștiat și mulțimea de bolnavi și posedați de diavol s-a adunat la el pentru a-i vindeca. Atingea, alina și vindecă oamenii bolnavi de lepra. Isus evita să între în cetăți, preferând să predice în locuri pustii unde se aduneau mulțimi de oameni să-l asculte veniți chiar din toată Siria. Acesta le spunea că trebuie să se pocăiască și să se pregătească pentru Împărăția Cerurilor.
Când predică în fața fariseilor și învățătorilor, Isus a vindecat un om paralizat, iertandu-i păcatele. Fariseii și cărturarii l-au acuzat de blasfemie pentru că numai Dumnezeu poate ierta păcatele. Dar Isus le-a spus "Ce este mai ușor? A zice: Iertate sunt păcatele tale, sau a zice: Scoală și umblă?".
Apoi, Isus a fost invitat la un ospăț în casa lui Levi, alături de vameși. Fariseii și cărturarii i-au acuzat pe Isus și ucenici săi pentru că mănâncă și beau alături de vameși considerați "păcătoși" la aceea vreme de către populația iudaică. Isus a spus că nu a venit pentru sănătoși și cei drepți, ci pentru cei bolnavi și păcătoși. 
Isus a ținut predici pe munte, transmițând că cei blânzi vor moșteni pământul, cei neîndreptățiți vor primi dreptate, cei milostivi se vor milui, cei prigoniți vor fi primiți în Împărăția Cerurilor, că cei din urma vor fi cei dintâi. 
A condamnat furia, mania, uciderea, invidia, adulterul, sexul în afară căsătoriei, desfraul, minciuna, răzbunarea, susținând "întoarcerea obrazului celuilalt", "iubirea aproapelui și a vrăjmașilor", binecuvântarea celor care blestemă. 
Și și-a învățat adepții și ucenicii rugăciunea "Tatăl Nostru".
Isus a devenit un adevărat revoluționar al vremii prin transmiterea unor asemenea mesaje motivaționale. 
Aflat într-o sinagogă, a vindecat un om cu mâna uscată chiar în ziua de Sabat. Fariseii l-au învinuit pentru încălcarea poruncii a patra din Decalog pentru respectarea zilei odihnei. De atunci, fariseii, împreună cu irodianii, au plănuit anihilarea sa. Isus a recrutat alți ucenici, ajungând la doisprezece: Simon Petru, Andrei, Iacov al lui Zevedeu, Ioan, fratele lui Iacov, Filip, Bartolomeu, Matei vameșul, Iacov al lui Alfeu, Tadeu, Simon Cananeul și Iuda Iscarioteanul. Mama lui, Maria, alături de frații săi, au încercat să-l viziteze când era înconjurat de mulțime. Ucenicii i-au spus că îl caută, însă Isus le-a spus și a arătat spre mulțime că aceștia sunt "mama și frații săi", că oricine îndeplinește voia lui Dumnezeu este fratele, sora și mama lui Isus. 
În predicile sale, a spus pilde precum cea a semănătorului, a fiului ratacit și a bunului samaritean. Aflat într-o corabie alături de ceilalți ucenici pe timpul unei furtuni pe mare, Isus a fost trezit de ucenici și a potolit furtună. Aceștia s-au întrebat cum de putea să supună marea și vântul. Ajuns pe țărm, l-a exorcizat pe un alt om posedat și chinuit de o legiune de demoni. Isus i-a lăsat pe acești demoni să iasă din om și să între în turmă de porci care s-au aruncat în prăpastie și s-au înecat în mare. Isus a înviat-o din moarte pe fiica lui Iair, și a vindecat o femeie bolnavă de curgeri de sange care s-a atins de haina sa.
La o întrunire cu ucenicii săi, i-a trimis să predice mai departe mesajul său, în perechi de câte doi, să nu ia nimic cu ei, nici hrană, nici traistă sau bani, ci doar un toiag, să îndemne mulțimea la pocăință și să exorcizeze pe cei posedați, iar pe cei bolnavi îi vindecau după ce-i ungeau cu undelemn.
Între timp, Ioan Botezătorul a fost arestat și întemnițat la comanda regelui Irod Antipa din cauza insultelor aduse Irodiadei, fosta soție a lui Filip, fratele lui Irod. Irodiada dorea că Ioan să fie ucis, dar Irod nu putea căci se temea din pricina popularității pe care o avea, înfricoșat de o altă potențială răscoala. Ba chiar îi ascultă predicile. Dar la aniversarea zilei sale de naștere, organizând un ospăț cu deregatorii și căpeteniile militare și alți mari nobili din Galileea, la comanda Irodiadei, fiica sa, Salomeea, a dansat seducător în față lui Irod. Irod i-a spus că va făgădui și îi va oferi orice dorește, chiar jumătate din regat. Salomeea i-a cerut aducerea capului lui Ioan Botezătorul. Irod a devenit ezitant, dar pentru că a făcut un jurământ în public, a ordonat decapitarea lui Ioan Botezătorul și aducerea să pe o tipsie Salomeeii și Irodiadei. Ucenicii săi i-au luat trupul și l-au inormantat, apoi i-au vestit lui Isus. Datorită miracolelor pe care le făcea , Isus era considerat drept noul Ilie sau Ioan Botezătorul readus la viață. Aflat în mijlocul mulțimii, Isus le-a cerut ucenicilor să le aducă de mâncare, neavând decât cinci pâini și doi pești. Isus le-a ordonat tuturor să se așeze și luând coșul cu cele cinci pâini și doi pești, le-a binecuvântat și le-a înmulțit, împărțind la 5000 de oameni. 
Ucenicii s-au urcat într-o corabie și s-au aventurat pe mare până când a izbucnit o furtună. Aceștia l-au văzut pe Isus plimbându-se pe apă. Petru a coborât pe apă, dar s-a scufundat, însă Isus l-a apucat, mustrandu-l pentru lipsa de credință și urcând în corabie, a potolit furtună.
Isus a purtat conversații cu fariseul Nicodim privind Împărăția Cerească și posibilitatea nașterii pentru a două oară.
Într-o zi, aflat pe Muntele Măslinilor, în apropierea lui Isus au venit un grup de cărturari și farisei care i-au adus o femeie prinsă și acuzată de adulter, gata să o omoare cu pietre. Aceștia l-au întrebat dacă se cuvine să o lapideze, iar Isus a luat piatră și a strigat “Cine dintre voi este fără păcat să arunce cel dintâi cu piatră în ea.” Toți cărturarii și fariseii au lăsat pietrele jos și au plecat. Isus a iertat femeia, spunându-i " Du-te, și să nu mai păcătuieșți.”
În altă zi, când era înconjurat de copii și spunea " Lăsați copiii și nu-i opriți să vină la Mine, că a unora că aceștia este împărăția cerurilor", un tânăr bogat l-au întrebat pe Isus cum ar putea avea viață veșnică și acesta i-a spus că pentru a fi mântuit trebuie să respecte poruncile (Legea lui Moise). Tânărul i-a răspuns că le respectă de când se știe, fază la care Isus i-a impus condiția suplimentară să-și vândă toată avuția și să dea banii la săraci și astfel va avea o comoară în cer. Auzind, tânărul a plecat întristat, iar a Iisus a zis ucenicilor săi " Adevărat zic vouă că un bogat cu greu va intră în împărăția cerurilor.	Și iarăși zic vouă că mai lesne este să treacă cămila prin urechile acului, decât să între un bogat în împărăția lui Dumnezeu." Isus predică pentru prima oară conceptul egalității oamenilor în fața lui Dumnezeu.

### Predica în Iudeea
Isus și apostolii săi au călătorit prin Iudeea, în drum spre Ierusalim. În orașul Caesarea Philippi, la nord de Marea Galileeii, au loc, conform evangheliilor lui Marcu și Matei, două evenimente marcante: mărturisirea de credință a lui Petru și Schimbarea la Față. La întrebarea „voi cine credeți că sunt?”, Simon Petru i-a răspuns „tu ești Mesia (unsul), fiul Dumnezeului cel viu”. Isus l-a binecuvântat pe Simon Petru pentru răspunsul său, schimbându-i numele din Simon în Petru (piatră), spunându-i că „pe această piatră voi zidi Biserica mea și porțile iadului nu o vor birui. Și îți voi da cheile împărăției cerurilor și orice vei lega pe pământ va fi legat și în ceruri, și orice vei dezlega pe pământ va fi dezlegat și în ceruri.” În continuare Isus le-a spus ucenicilor că trebuie să meargă la Ierusalim și să pătimească, să fie ucis, și să învie a treia zi. Petru a căutat să-l oprească pe Isus, arătându-i că suferința poate fi evitată, însă Isus i-a spus să meargă în urma sa, certându-l pentru încercarea de a alege drumul cel mai comod: „Dacă vrea cineva să vină după mine, să se lepede de sine, să-și ia crucea și să-mi urmeze” (Mt 16,24). Episdodul următor, în relatarea lui Matei, este Schimbarea la Față.
În evangheliile lui Matei, Marcu și Luca, Isus merge împreună cu Petru și alți doi ucenici spre un munte. Matei descrie că Isus s-a schimbat la față, chipul sau lumina mai tare ca Soarele, iar veșmintele sale erau albe și strălucitoare, iar lângă el au apărut Moise și Ilie care vorbeau cu Isus. Luca scrie că Isus era în glorie deplină și că un nor strălucitor a apărut deasupra lor și o voce a spus "Acesta este Fiul Meu Cel iubit, în Care am binevoit; pe Acesta ascultați-L".
Schimbarea la față nu doar că oferea credibilitate identității divine a lui Isus că Fiu al lui Dumnezeu, dar îl identifica și că mesagerul lui Dumnezeu prin care acesta comunica cu omenirea. 
Altă dată, după ce a spus o pildă, un grup de farisei l-au întrebat pe Isus dacă se cuvine să le plătească tribut românilor și Cezarului, iar Isus le-a cerut o moneda de un dinar cu chipul Cezarului și le-a spus: "Dați deci Cezarului cele ce sunt ale Cezarului și lui Dumnezeu cele ce sunt ale lui Dumnezeu."
Isus a continuat să predice în Perea, să povestească parabole despre "Mielul rătăcit" , făcând referire la "Împărăția Cerurilor". 
Adresându-se apostolilor , Isus afirmă: "Adevărat, vă spun că orice veți lega pe pământ va fi legat în ceruri și orice veți pierde pe pământ va fi dezlegat în ceruri". Discursul subliniază importanța umilinței și sacrificiului de sine că virtuți înalte în cadrul comunității anticipate.
Înainte să se apropie de Ierusalim, Marta și Maria, surorile lui Lazăr, un prieten drag lui Isus, îi vestesc acestuia că e bolnav. Isus vine la ele după patru zile, Lazăr murind și fiind înmormântat între timp. Isus se duce la mormântul sau, cere că piatră să fie dată la o parte de la intrare și după ce i-a poruncit mortului să iasă afară, Lazăr, acoperit de giulgiu, iese afară. Miracolul efectuat în public demonstra identitatea divină a lui Isus. 
Este un moment pivotal care îi va aduce popularitatea și intrarea triumfală la Ierusalim. 
Între timp, Sanhedrinul plănuia eliminarea lui Isus.
Caiafa se temea tot mai mult de popularitatea acestui "Mesia" că ar putea instigă la o răscoala și asta ar duce la încă o intervenție brutală și sângeroasă din partea romanilor, care în acel moment stăpâneau Iudeea.
O figura emblematică rar menționată este Maria Magdalena, că fiind una dintre discipolele lui Isus. Anterior, s-a crezut că era femeia adulteră care a fost iertată de Isus, însă istoricii actuali consideră că Maria era o văduva bogată care sponsoriza mișcarea lui Isus. 
Evanghelia gnostică al Mariei cuprinde conversații dintre ea și Isus. Isus le spune ucenicilor să transmită mai departe mesajul sau în imperiu, dar ucenicii șovăiau și ea s-a ridicat și i-a încurajat. Petru se plângea că ea este cel mai iubit ucenic de către Isus. Apare chiar un paragraf în care Isus o sărută pe Maria Magdalena. Mulți cărturari au crezut că ar fi existat o relație intimă între cei doi, ba chiar că ar fi fost căsătoriți și ar fi avut un fiu secret, însă nu există dovezi istorice, nici tradiții și surse bisericești care sa demonstreze o relație intimă/sexuală între Isus și Maria Magdalena.

### Patimile și moartea
Cu o saptamana inainte de a fi condamnat, Isus si ucenicii sai au intrat in Ierusalim, intampinati triumfal de multimea de oameni ce purtau crengi de salcii. Isus, calare pe un asin, era intampinat ca un rege, iar acest fapt nu a fost deloc pe placul autoritatilor romane. Preoții Iudeei de la acea vreme, sub conducerea marelui preot Caiafa (pus în funcție de către administrația romană) i-au cerut lui Pilat din Pont să-l judece. Pilat deși a susținut că nu îl găsește vinovat de conspirație împotriva Romei, a acceptat execuția acestuia la cererea mulțimii instigate de către preoți. Judecata lui Isus este redată în mod profund diferit în evanghelii canonice diferite, cei mai mulți istorici consideră că relatarea este anistorică (fictivă), iar cel mai probabil Isus a fost condamnat fără niciun proces, rareori autoritățile romane țineau procese privind pe instigatorii la răzmeriță.
Conform analizelor unor relatări din Biblie, Isus ar fi fost executat prin răstignire în a XIV-a sau a XV-a zi din luna ebraică Nisan. Analizat prin prisma teoriei unora că Isus ar fi fost răstignit într-o vineri de 14 Nisan, Pilat din Pont a fost prefectul provinciei romane Iudeea între anii 26 d.Hr. și 36 d.Hr. și singurii ani în care 14 Nissan cade vinerea sunt 27, 33, 36 și, posibil, 31, în funcție de când a fost vizibilă Luna nouă la Ierusalim.
Una din abordările posibile pentru a data moartea lui Isus este de a folosi calcule astronomice pentru a stabili data Paștilor. Aici dificultatea constă în faptul că al evreilor calendar nu era bazat pe calcule astronomice, ci pe observare directă. Este posibil să aflăm dacă Luna era într-o poziție observabilă dar nu și faptul că a fost în mod real văzută. Așa cum sublinia E. P. Sanders, nu putem reconstitui condițiile atmosferice locale cu două mii de ani în urmă: „cronologia sinoptică nu poate fi confirmată de astronomie și nu poate fi nici infirmată de ea”. Totuși, unii autori cum ar fi Colin Humphreys au încercat să confirme data răstignirii folosind această metodă, obținând data de 3 aprilie 33 sau de 1 aprilie 33.
Ziua de vineri ca zi de răstignire a lui Hristos este îndoielnică deoarece el ar fi fost răstignit în ziua de după masa de Paști (Marcu 14:12; Marcu 15:25) și în ziua dinaintea mesei de Paști (Ioan 19:14). Prin urmare, nu se poate stabili ca fapt istoric în ce zi a fost răstignit Isus, deoarece mărturiile istorice se contrazic între ele în această privință. Nu cunoaștem nici ziua, nici anul, dar Sanders consideră că la modul cel mai probabil Isus a murit în anul 30. O soluție a acestei dileme se află în a accepta faptul că Ioan a schimbat intenționat data și ora morții lui Isus din motive teologice și anume pentru a-l prezenta drept miel de jertfă, jertfit simultan cu jertfirea mieilor din Templu. În acest caz Evanghelia după Marcu, izvor istoric mai vechi decât Evanghelia după Ioan, ar fi mai de încredere decât izvorul istoric mai recent.
Musulmanii susțin că Isus nu a fost crucificat, ci a fost ridicat direct la cer.

## Învierea
Paștile (Pesah, în vechea ebraică) sunt o sărbătoare religioasă iudaică asociată cu legenda învierii lui Isus Hristos la trei zile după răstignirea sa din Vinerea Mare, ce marchează sfârșitul Postului Paștilor. Paștile sunt sărbătoarea cea mai sfântă din calendarul creștin, urmate de Crăciun, și sunt considerate sărbătoare națională în majoritatea țărilor cu tradiție creștină, cu excepția notabilă a Statelor Unite, unde este celebrată doar Duminica Paștilor (nu și Lunea Paștilor).

## Lucrare
După creștini, Isus este Mesia și fiul lui Dumnezeu, care a adus mântuire umanității prin moartea și învierea sa. Isus este considerat profet și ascet în islam, un Mesia fals în iudaism și mandeanism, drept o manifestare a lui Dumnezeu de către bahá'í, ca un avatar de către hinduși, ca un salvator și un aducător de gnoză de diferite secte gnostice și ca un Părinte spiritual de către unii susținători ai New Age-ului.

## Existența

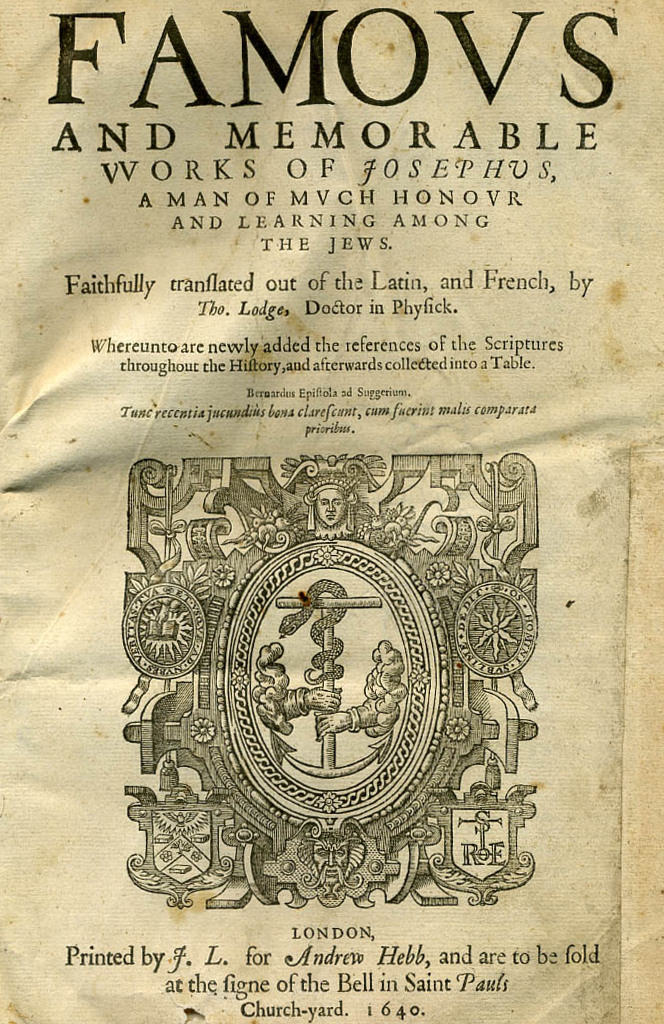
O ediție din 1640 a lucrării lui Josephus, un evreu roman din primul secol care s-a referit la Isus.

Evangheliile creștine au fost scrise în mod primar drept documente teologice mai degrabă decât drept cronici istorice. Totuși, întrebarea asupra existenței lui Isus ca persoană istorică trebuie distinsă de discuțiile privind istoricitatea anumitor episoade din evanghelii, a cronologiei pe care o redau ele și de problemele teologice privind dumnezeirea lui. Un număr de izvoare istorice necreștine, cum ar fi izvoare evreiești și greco-romane au fost folosite în analizele istorice privitoare la existența lui Isus.
Aproape toți cercetătorii antichității sunt de acord că Isus a existat în mod real și consideră drept istorice evenimente cum ar fi botezul și răstignirea lui. Robert E. Van Voorst scrie că ideea lipsei de istoricitate a existenței lui Isus a fost mereu controversată și că ea nu a convins niciodată cercetătorii din mai multe discipline, iar istoricii antichității, la fel ca și cercetătorii biblici o privesc ca efectiv respinsă. Referindu-se la teoriile asupra lipsei de existență a lui Isus, Richard A. Burridge afirma: „Trebuie să spun că nu cunosc niciun cercetător critic respectabil care să le mai afirme.”
Sursele necreștine folosite pentru a stabili existența istorică a lui Isus includ operele istoricilor romani din primul secol Josephus și Tacit . Louis H. Feldman, cercetător specializat în Josephus, afirma că „puțini s-au îndoit de autenticitatea” referinței lui Josephus la Isus din Antichități Iudaice 20, 9, 1 iar ele au fost disputate doar de un număr redus de cercetători. Bart D. Ehrman afirma că existența lui Isus și răstignirea sa sunt atestate în multe surse, inclusiv Josephus și Tacit.
Existența istorică a lui Isus ca persoană reală este separată de orice discuție religioasă privind dumnezeirea lui Isus și de orice aspecte teologice referitoare la natura lui Isus de a fi atât uman cât și divin. Marele ateu și om de știință Richard Dawkins separa în mod special problema existenței reale a lui Isus de atribuirea unor puteri supranaturale lui Isus și de acuratețea istorică a evangheliilor creștine. Dawkins nu neagă existența lui Isus, deși nu crede că evangheliile ar fi izvoare istorice de încredere. Această poziție o are de asemenea marele critic G. A. Wells, care obișnuia să susțină că Isus n-ar fi existat niciodată, dar și-a schimbat punctul de vedere și nu-i mai refuză existența reală.
În antichitate, existența lui Isus nu a fost negată de cei care s-au opus creștinismului, nici păgânii și nici evreii nu au pus la îndoiala existența sa. Deși în Dialog cu Trypho, scriitorul creștin din al doilea secol Iustin Martirul și Filozoful a notat o discuție despre Hristos cu Trypho, cei mai mulți cercetători sunt de acord că Trypho este un personaj fictiv inventat de Iustin în scopurile sale literare apologetice. În timp ce existau deosebiri teologice între creștinii primari cu privire la natura lui Isus (de exemplu monofizism, miafizism, docetism, nestorianism, etc.), ele erau dezbateri de teologie creștină, nu despre existența istorică a lui Isus. Un număr extrem de redus de cercetători moderni afirmă că Isus n-ar fi existat, el fiind un punct de vedere minoritar și aproape toți cercetătorii consideră drept implauzibile teoriile conform cărora existența lui Isus ar fi fost inventată de către creștini.

## Posteritate
Lucrarea lui Isus a avut un impact puternic asupra istoriei omenirii. Noua religie întemeiată, creștinismul, care la început făcea parte din iudaism, a avut mai mulți adepți decât oricare altă religie.
Învățăturile lui Hristos aveau la bază bunătatea, iubirea aproapelui (chiar și a dușmanului) care, deși apar și în cadrul religiei iudaice (cele două porunci ale lui Isus din Matei 22:36-40, Marcu 12:29-31 și Luca 10:26-28 sunt citate din Levitic 19:18 și Deuteronom 6:5), au fost idei remarcabile pentru acea vreme. Din păcate, aceste idei nu au fost pe deplin aplicate în practică în secolele care au urmat, a se vedea: războaiele religioase între diferitele secte și biserici creștine, masacre barbare și persecuții împotriva evreilor.
[El a fost] un evreu, un evreu fariseu de tip galilean, unul care era plin de speranțele acelui timp și care credea că acele speranțe vor fi împlinite prin el. El nu a propus nimic nou și nici nu a depășit limitările naționale.— Abraham Geiger, Das Judenthum und seine Geschichte in zwölf Vorlesung
Craig A. Evans declară că prima frază din citatul de deasupra redă profetic concluziile cercetării moderne, iar a doua este dubioasă, polemică și apologetică.

## Galerie de imagini

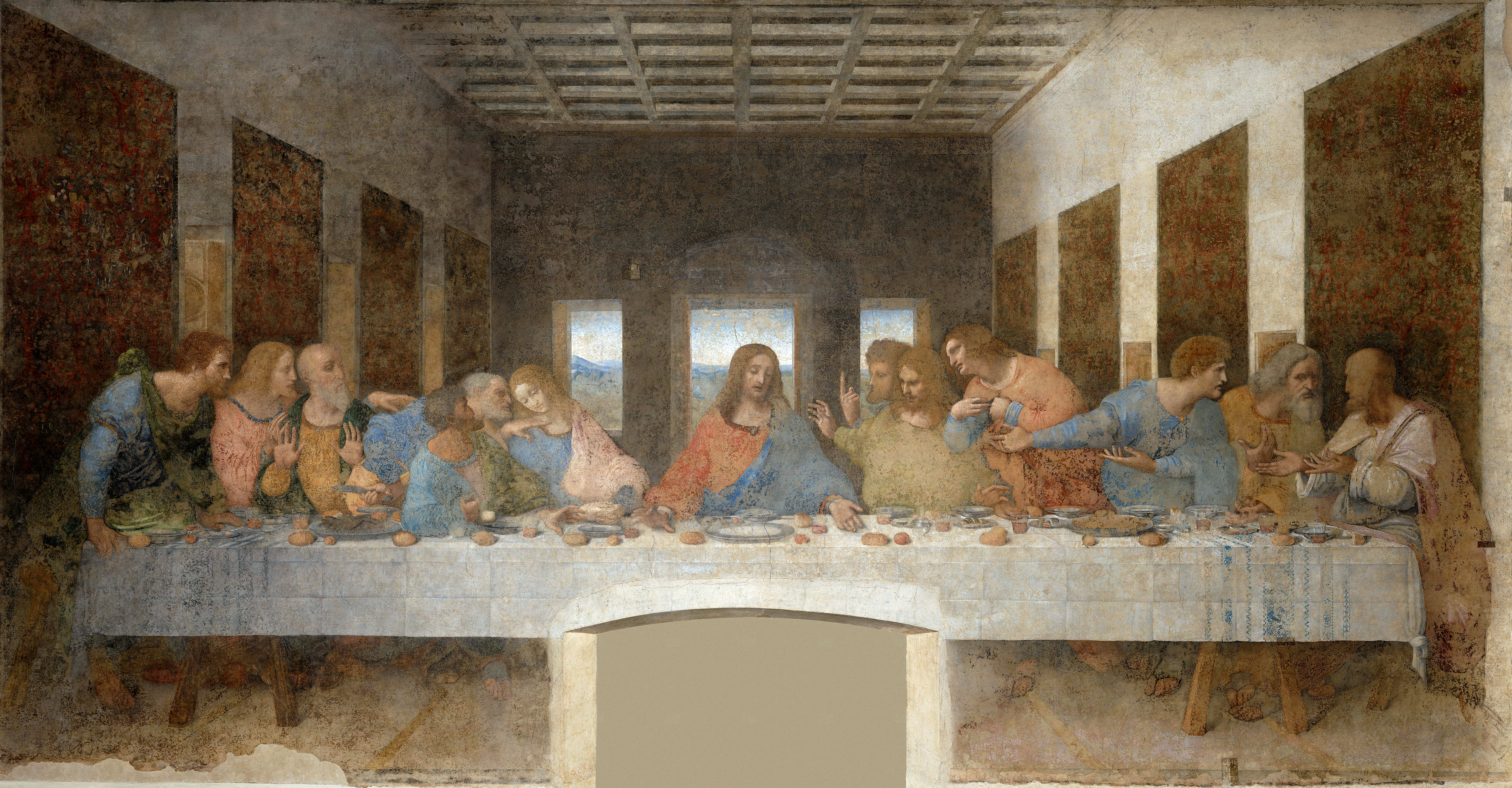
Leonardo da Vinci (Cina cea de Taină din bazilica „Santa Maria delle Grazie” Milano)
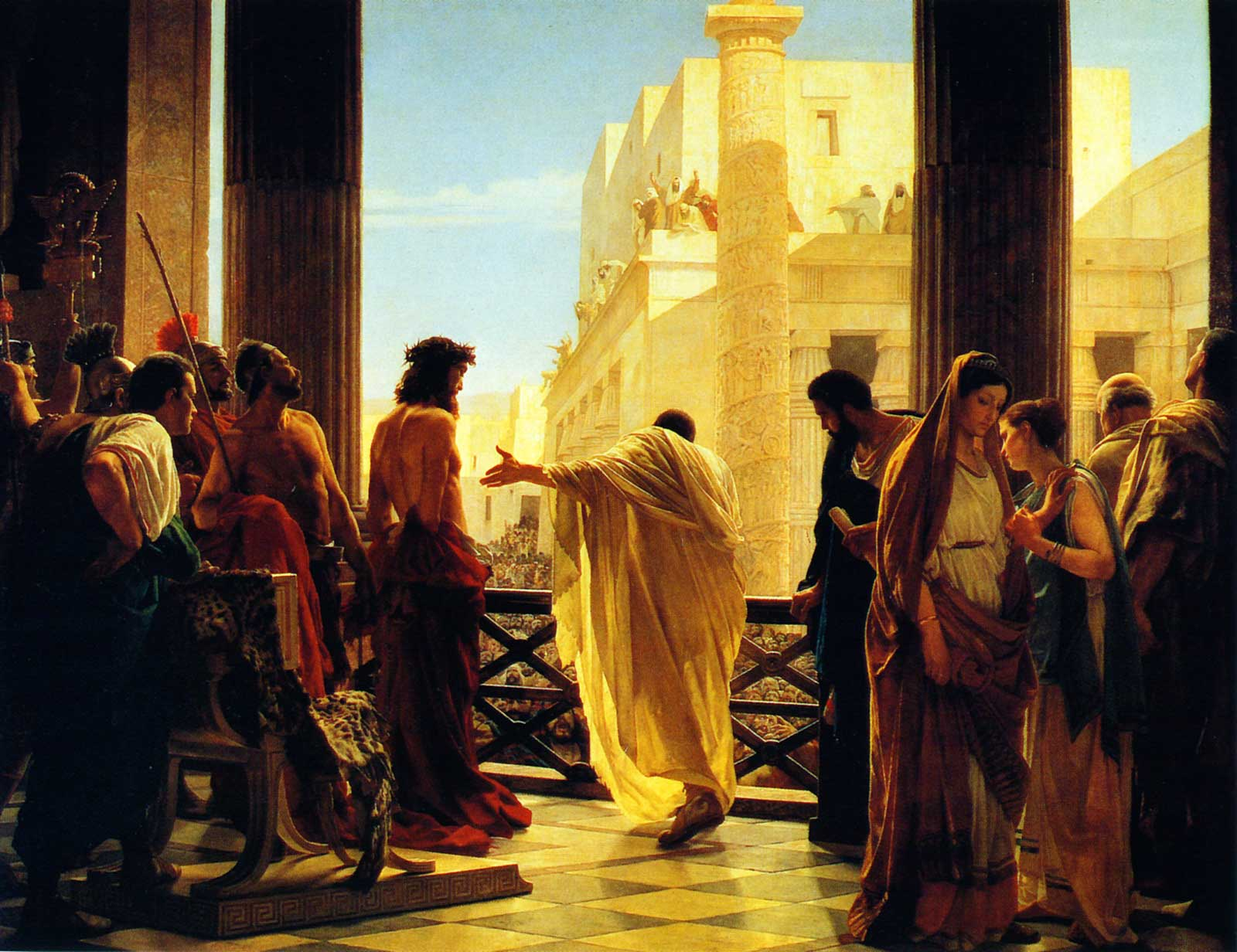
Judecata lui Isus de către Pilat
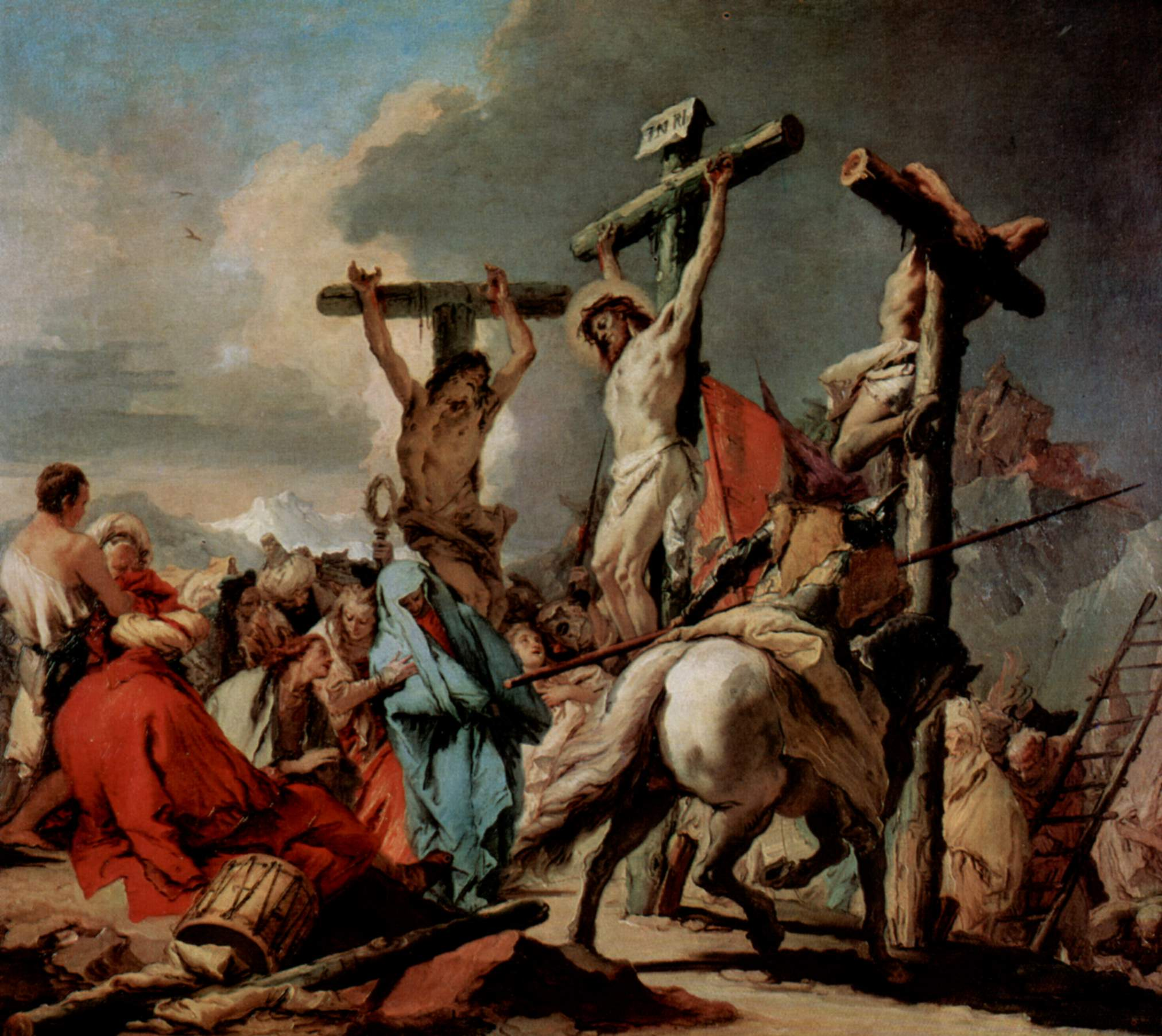
Giovanni Battista Tiepolo (Răstignirea lui Isus)
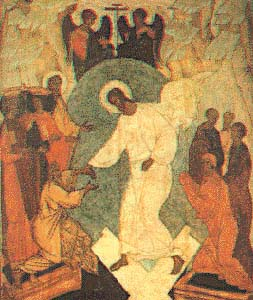
Coborârea în iad și Învierea (icoană rusească)
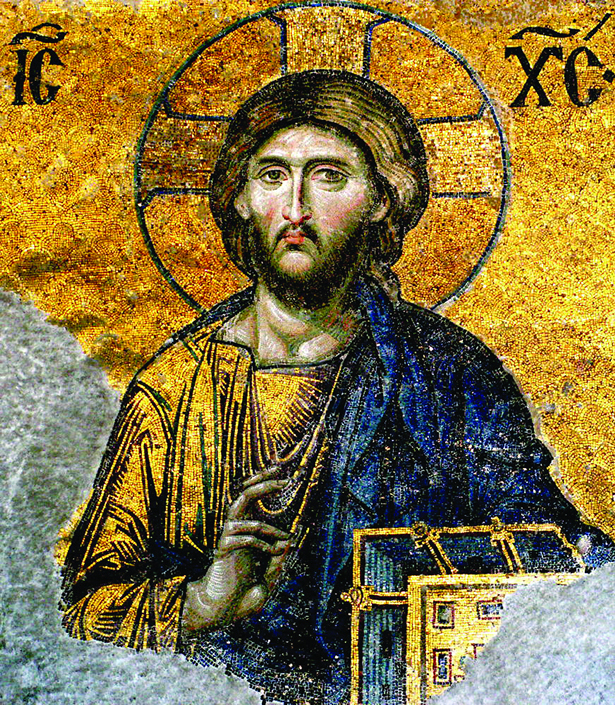
Isus Pantocrator, mozaic din Catedrala Sfânta Sofia din Constantinopol (azi Istanbul)